# 卢瓦河畔巴祖日克雷
卢瓦河畔巴祖日克雷（法語：Bazouges Cré sur Loir，法語發音：[bazuʒ kʁe syʁ lwaʁ]）是法国萨尔特省的一个市镇，属于拉弗莱什区。该市镇于2017年由原市镇卢瓦河畔巴祖日和卢瓦河畔克雷合并而成，行政中心位于卢瓦河畔巴祖日。

## 地理
卢瓦河畔巴祖日克雷（47°41'25"N, 0°10'7"W）面积47.09 平方千米，位于法国卢瓦尔河地区大区萨尔特省，该省份为法国西北部内陆省份，北起顺时针与奥恩省、厄尔-卢瓦省、卢瓦-谢尔省、安德尔-卢瓦尔省、曼恩-卢瓦尔省和马耶讷省接壤，是法国大西部的入口，连接卢瓦尔河谷、布列塔尼和巴黎盆地。
与卢瓦河畔巴祖日克雷接壤的市镇（或旧市镇、城区）包括：克罗米耶尔、拉弗莱什、安茹地区博热、莱赖里、迪尔塔勒。
卢瓦河畔巴祖日克雷的时区为UTC+01:00、UTC+02:00（夏令时）。

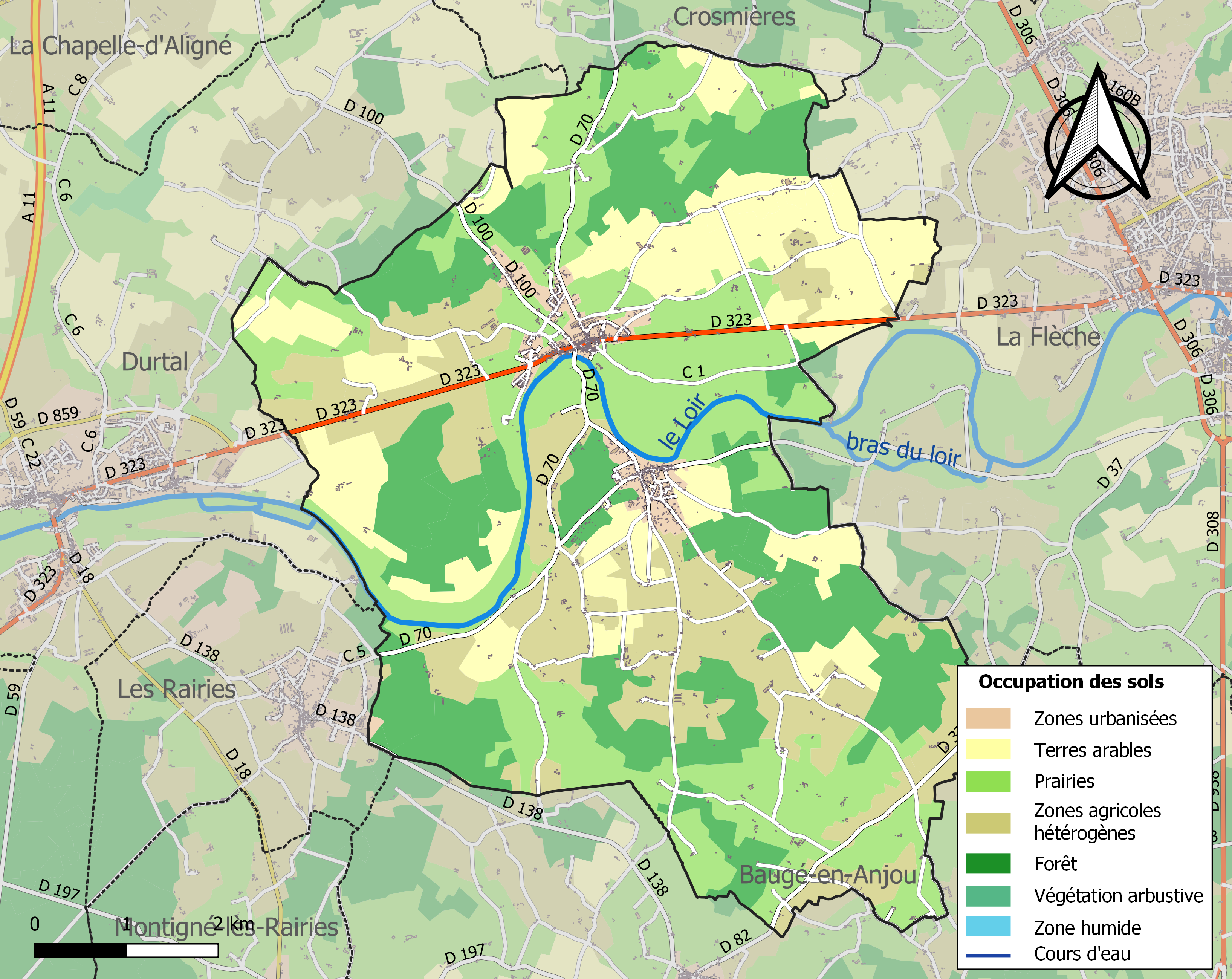
卢瓦河畔巴祖日克雷的OSM定位图

## 行政
卢瓦河畔巴祖日克雷的邮政编码为72200，INSEE市镇编码为72025。

## 政治
卢瓦河畔巴祖日克雷所属的省级选区为拉弗莱什县。

## 人口
卢瓦河畔巴祖日克雷于2022年1月1日时的人口数量为1946人。